# Coryphoda albicans
Coryphoda albicans är en insektsart som beskrevs av Brunner von Wattenwyl 1878. Coryphoda albicans ingår i släktet Coryphoda och familjen vårtbitare. Inga underarter finns listade i Catalogue of Life.